# Daunis

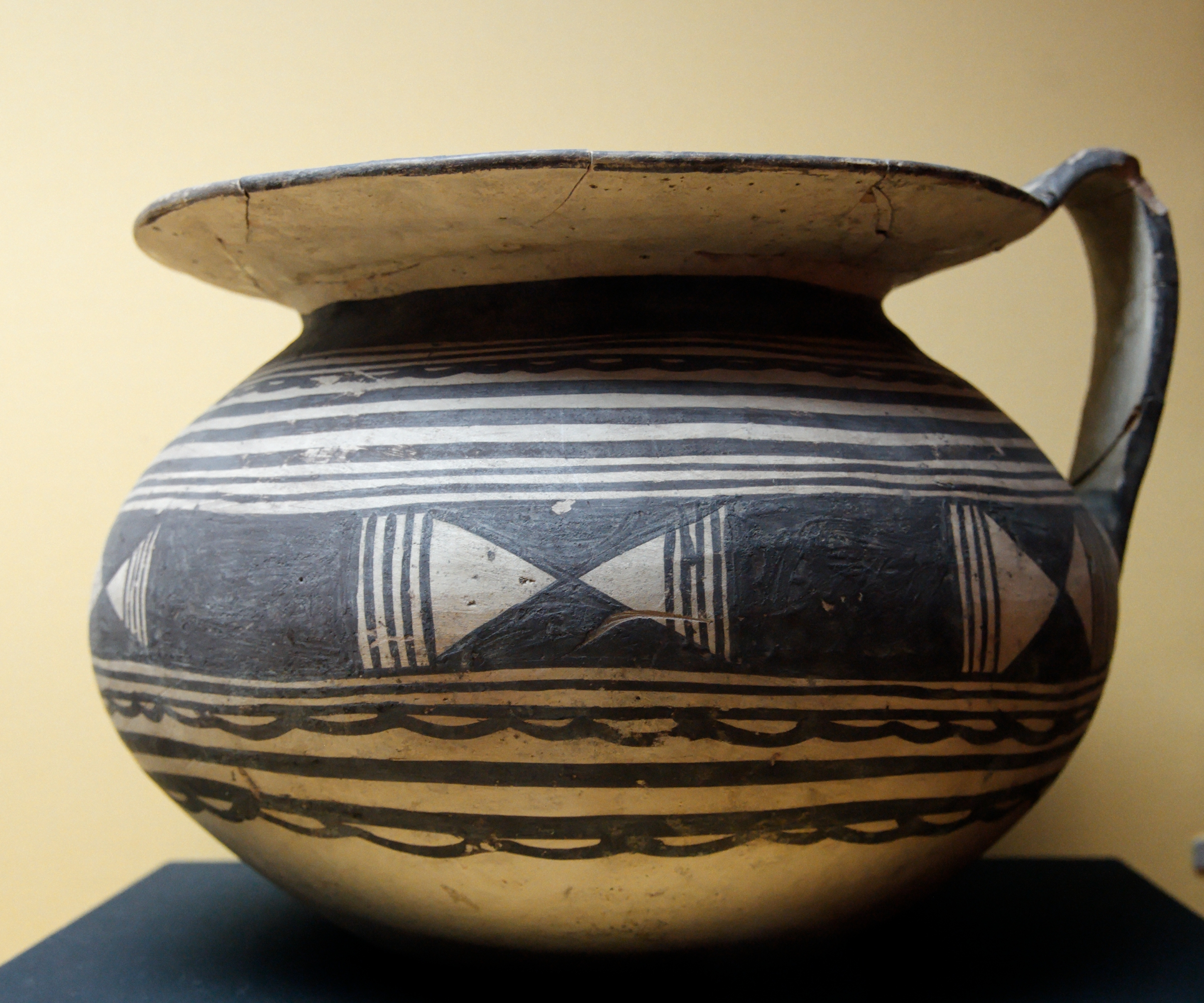
Gerra de ceràmica dàunia (550-400 aC).

Els Daunis —llatí: Daunii, grec antic: Δαύνιοι Dáunioi)— foren un poble considerat d'origen pelàsgic, que vivia a la costa Adriàtica al nord de la moderna Pulla. Eren veïns dels apulis (a l'oest) i dels peuquetis (al sud). Van quedar sota sobirania romana com aliats a la segona guerra samnita, a final del segle iv aC. De la seva cultura destaca la ceràmica, que té una decoració característica.

## Orígens
Vers els finals de l'edat del bronze (segles XI-X aC), diversos pobles procedents d'Il·líria van travessar la mar Adriàtica i es van establir a la regió de la Pulla. Aquests, units a les tribus preexistents i altres pobles procedents de la mar Egea, probablement de Creta, van crear la civilització dels iapigis que estava formada per tres tribus: els peuquetis, els messapis i els daunis. La regió havia estat habitada prèviament per pobles itàlics, entre els quals estaven: els ausons/oscs, els sabins, els lucans, els pelignes, els brucis, els campanis, els eques, els samnites i els frentans.

## Trets culturals
Els daunis eren semblants però alhora diferents dels peuquetis i dels messapis, que es van establir al centre i sud de la Pulla.Tenien menys influència dels campanis i per tant, la seva cultura era peculiar, sobretot pel que fa a les esteles funeràries que van esculpir durant els segles VII aC i VI aC, i que s'han trobat a la plana sud de Siponto, les quals es conserven majoritàriament al Museu Nacional Arqueològic de Manfredonia. La ceràmica dels daunis és força especial i no està gaire estudiada: es caracteritza per tenir en la seva decoració sanefes geomètriques en combinació amb figures humanes o de plantes i ocells.

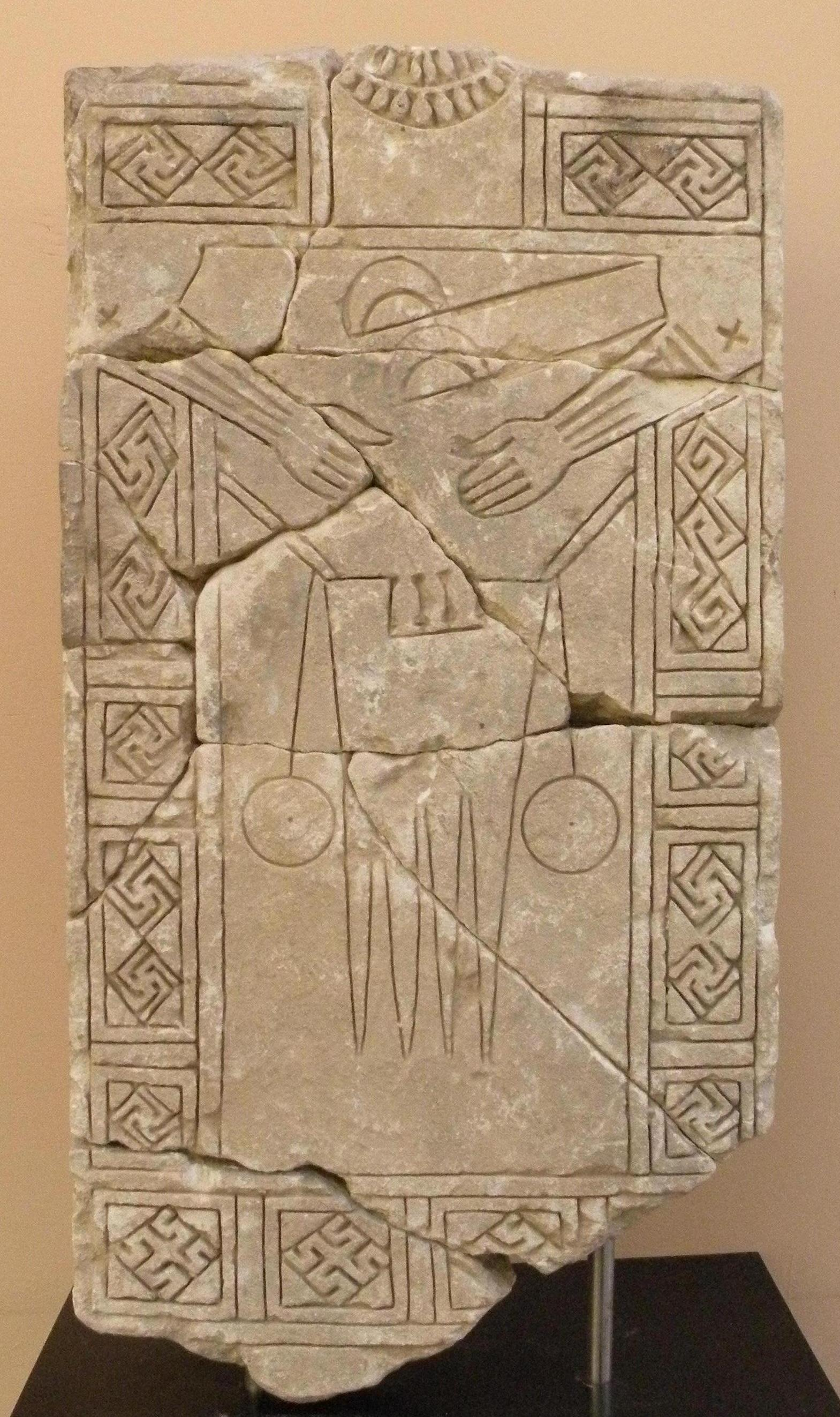
Estela dels daunis.

Els assentaments podien estar a dalt de turons, com en el cas de Gargano, o a les planes. Els habitacles eren simples cabanes amb l'interior de terra batuda. Feien servir quatre tipus de tombes: en forma de petita piràmide truncada, un simple clot tapat amb reble, soterrat amb un cercle de pedres al voltant i una gran caixa per ficar el difunt; aquesta darrera manera era la més emprada per a nens.
Els principals centres on s'han trobat restes de la cultura dels daunis són: Teanum Apulum (dins l'actual San Paolo di Civitate), Uria Garganica (encara cal descobrir la seva localització), Casone, Lucera, Merinum (Vieste), Monte Saraceno (a prop de Mattinata), Siponto, Coppa Navigata, Cupola, Salapia (a prop de Cerignola i Manfredonia), Arpi (a prop de Foggia), Aecae (a prop de Troia), Vibinum (Bovino), Castelluccio dei Sauri, Herdonia (Ordona), Asculum (Ascoli Satriano), Ripalta (a prop de Cerignola), Canosa di Puglia, Melfi, Lavello i Venosa.

## Propagació segons la literatura antiga
Segons els autors antics, la presència dels daunis es va propagar més enllà dels Apenins, per la Campània i el Latium. Una d'aquestes ciutats és Ardea, situada enmig dels rútuls, els habitants de la qual es consideraven daunis. Virgili escriu que el pare de Turnus era de la tribu dels daunis. Sext Pompeu Fest diu que un rei d'Ardea, anomenat Lucerus va lluitar amb Ròmul contra Titus Taci i aquest va ser l'origen de la tribu romana dels Luceres.

## Etimologia

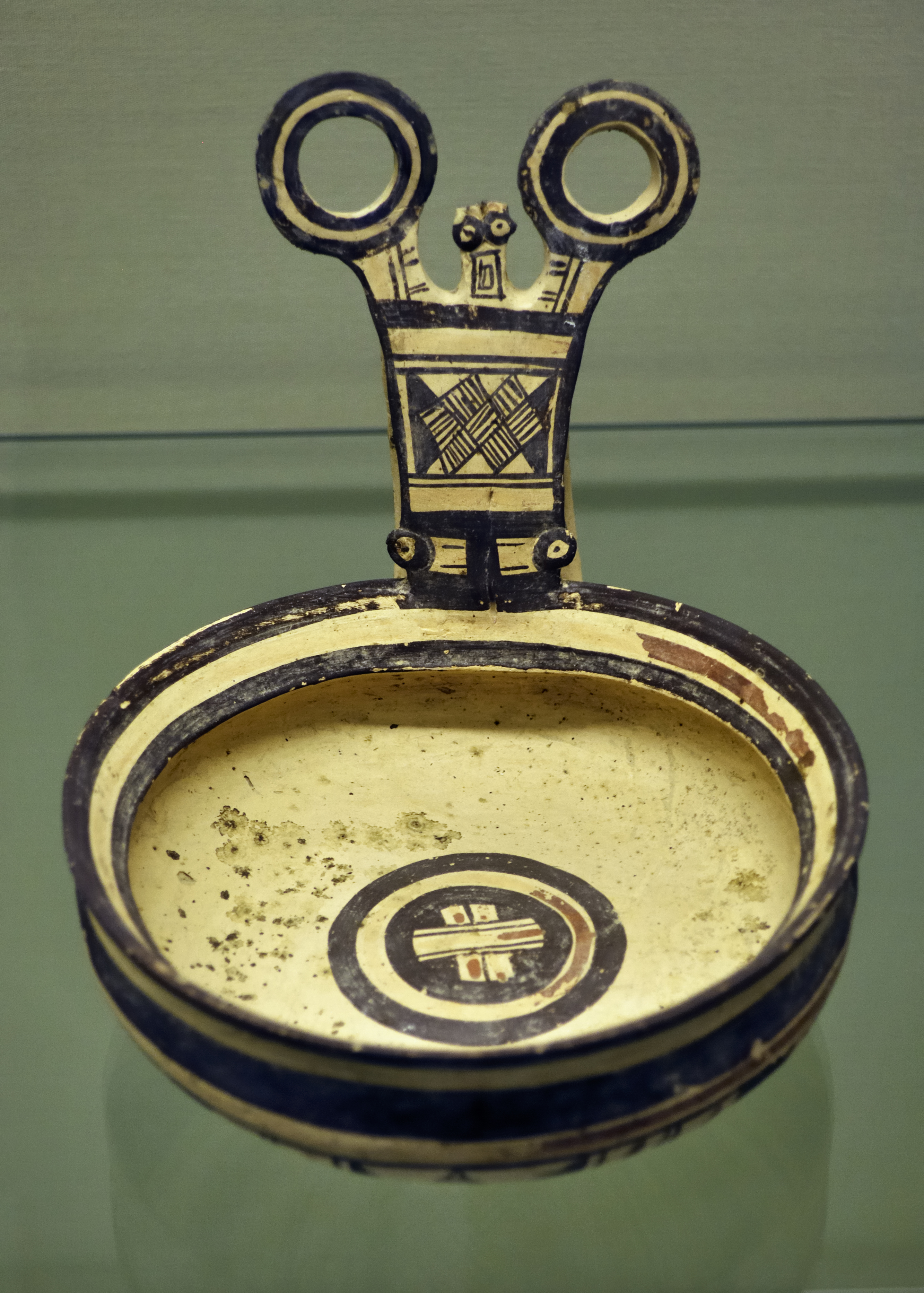
Recipient de ceràmica amb anses.

En la mitologia els daunis tenien un rei anomenat Daune, fill del rei d'Arcadia, Licàon. L'etònim d'aquesta tribu està, doncs, relacionat amb el llop —ja que Licàon deriva de λύκος (lýkos), que és «llop» en grec—, que podria ser el seu animal totèmic. El culte al llop estava força estès per tota la geografia italiana en aquella època i estava relacionat amb ritus místics dels accadis. El mot daunos, té un terme cognat en el grec antic θώς thaunos («xacal»), ambdós procedents d'una arrel indoeuropea *dhau- que vol dir «xudolar». El terme Lucera, una ciutat dels daunis, i el terme lucans, deriven d'una arrel que també està relacionada amb els llops. Els idiomes protoindoeuropeus van introduir el so aspirat [dh], que es pot trobar en la llengua que parlaven els pobles vinguts d'Il·líria, però que no es troba en llatí ni en oscà.